# Treeing Tennessee Brindle
Der Treeing Tennessee Brindle ist eine nicht FCI-anerkannte Hunderasse aus dem US-Bundesstaat Tennessee. Er wird vom AKC im Hinblick auf eine mögliche Anerkennung in seinem Foundation Stock Service geführt. Die Rasse wird den Coonhounds zugerechnet.

## Herkunft und Geschichtliches
Der Treeing Tennessee Brindle ist eine Jagdhunderasse, die auf verschiedene gestromte Hunde aus dem Süden der USA zurückgeht, besonders aus den südlichen Appalachen und den Ozarks. Anfangs der 1960er Jahre sammelte Rev. Earl Phillips Informationen zu lokalen gestromten Jagdhundschlägen (Cur Dogs), die zur Jagd auf Waschbären und andere kleine Wildtiere verwendet wurden. Es gab verschiedene Bemühungen zum Erhalt der verschiedenen Schläge der Cur Dogs, jedoch kümmerte sich zu dieser Zeit niemand um gestromte Curs. Phillips gründete dazu am 21. März 1967 zusammen mit anderen an diesen Hunden Interessierten die Treeing Tennessee Brindle Breeders' Association. Der AKC hat die Rasse im Hinblick auf eine mögliche Anerkennung 1995 in seinen Foundation Stock Service aufgenommen. Seit 1. Januar 2010 können Hunde dieser Rasse auch an Companion Dog-Veranstaltungen des AKC teilnehmen.

## Beschreibung
Der Treeing Tennessee Brindle ist ein dunkel gestromter Jagdhund vom Typ Coonhound, der kleiner als der Plott Hound ist und sich von diesem auch in Körperbau und Ohrlänge unterscheidet. Weisse Brust und Pfoten werden toleriert. Die Hunde haben einen tiefen Brustkorb, einen geraden, kräftigen Rücken, mittellange Rute, kräftige und muskulöse Läufe, jagen spurlaut und treiben dabei ihre Beute auf Bäume (treeing), wo sie sie verbellen.

## Wesen
Der Treeing Tennessee Brindle zeigt ein ausgeprägtes Jagdverhalten, hat einen gut entwickelten Geruchssinn, ist intelligent, aufmerksam und ein guter Begleithund.

## Verwendung
Jagdhund zur Jagd auf Waschbären und andere kleine Beutetiere.